# Higashi, Hiroshima
Higashi-Ku (東区 - khu Đông) là một trong 8 khu của thành phố Hiroshima, Nhật Bản.
Higashi-ku có đền Fudoin ở Ushita-shinmachi. Fudoin được xác định là xây dựng vào thế kỷ 14 bởi Shogun Takauji Ashikaga, là một trong số 60 đền Ankoku-ji đã được xây dựng trên tất cả các tỉnh của Nhật Bản. Kondo (chính điện) của đền Fudoin, một trong những kiến trúc lớn nhất còn tồn tại theo phong cách Kara trung cổ ở nước này, là bảo vật quốc gia ở thành phố Hiroshima.
Đến ngày 01 tháng 10 năm 2010, dân số khu này là 120.725 người, mật độ 3.070 người/km², diện tích 39,38 km²